# Le Conquet radio
Le centre radio-maritime du Conquet, appelé aussi Le Conquet radio ou FFU (station Française Fixe de Ushant), situé sur la pointe des Renards face à l'archipel de Molène, avait depuis 1952 pour mission d'établir un contact en moyenne fréquence avec les bateaux du golfe de Gascogne à la mer d'Irlande. Il a été fermé le 28 février 2000.

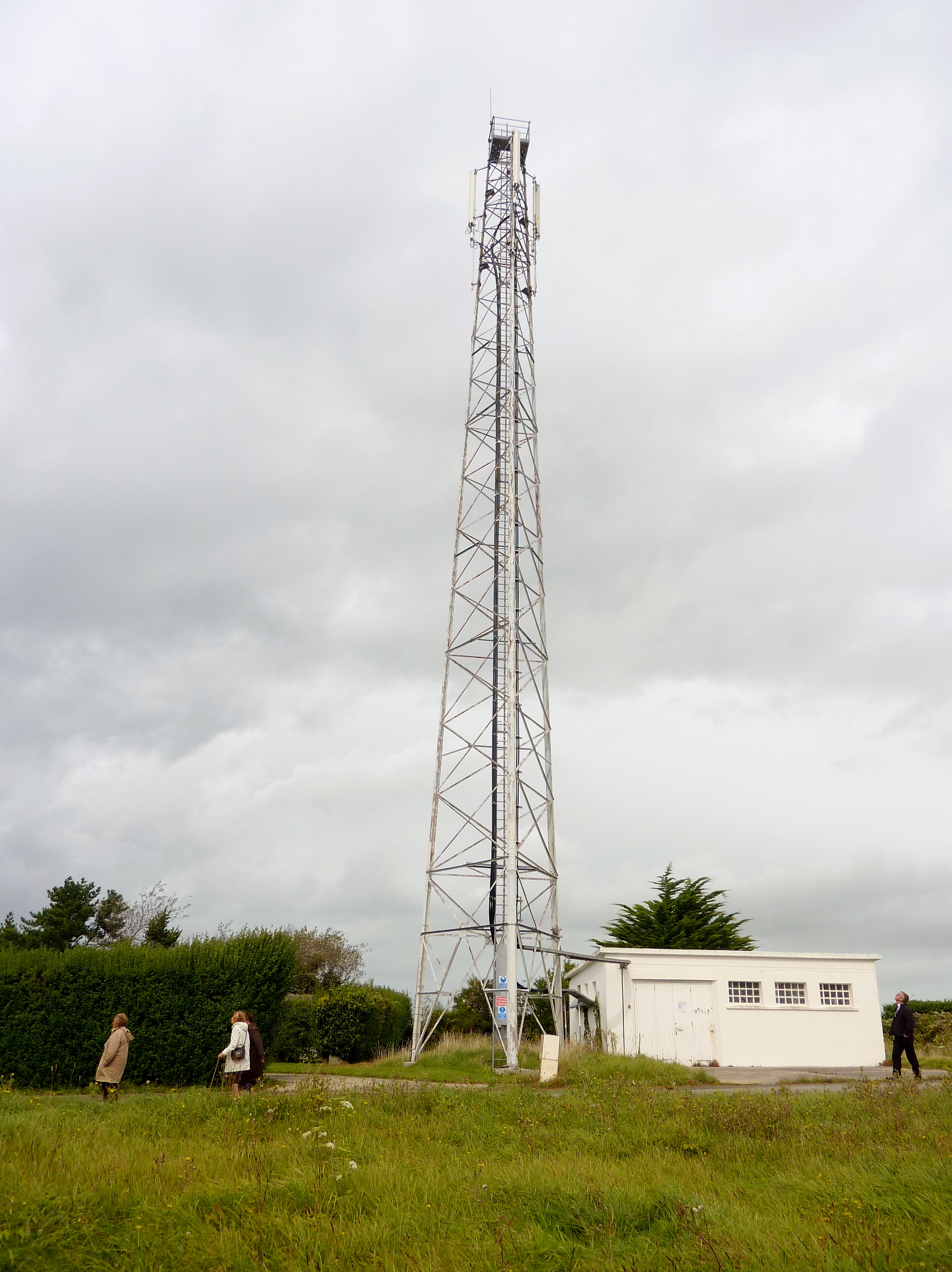
L'antenne de "Radio Le Conquet" à la Pointe des Renards.

Ses locaux sont actuellement occupés par les services du Parc naturel marin d'Iroise.
Toutefois, sa mission a été reprise la même année par Radio Vacation Pêche.
Le centre Le Conquet radio avait remplacé la station Ouessant TSF Indicatif (radio) FFU détruite en 1944 par fait de guerre.

## Utilisation
Le centre Le Conquet radio, Indicatif (radio) FFU, MMSI 00 227 0300, sur ondes hectométrique et VHF effectuait la veille sur les fréquences internationales de détresse et d'appel : 
- Canal 16 en radiotéléphonie, avec une portée d'exploitation jusqu'à 40 km le long des côtes.
- 2187,5 kHz en Appel sélectif numérique avec le numéro d'identité du service mobile maritime 00 227 0300, avec une portée d'exploitation jusqu'à 600 km.
- 2182 kHz en radiotéléphonie, avec une portée d'exploitation jusqu'à 600 km.
- 500 kHz en radiotélégraphie[5] avec une portée d'exploitation jusqu'à 1 000 km.

## Radiotélégraphie
Dans le cadre du SMDSM 1999 ; dans la nuit du 31 janvier 1997 au 1er février 1997, la station Le Conquet radio, Indicatif (radio) FFU a fermé la radiotélégraphie Morse dans la bande comprise de 415 kHz à 526,5 kHz :
- TTT TTT TTT de FFU FFU FFU
- TTT AVURNAV Brest NR 030 M 016 France
- Le 31 janvier 1997 à 2400z. France Telecom cessera n'importe quel trafic sur la fréquence 500 kHz.
- ar

Le 31 janvier 1997 à 23 h 46 Temps universel coordonné

« cq cq cq de ffu ffu ffu 

f/cl down broadcast = 

this is our final cry on 500 khz before eternal silence stop 

nearly all the century round ffu has provided w/t svc at the tip of brittany stop  

thank you all for good kii good cooperation over decades and best wishes to those remaining on air stop 

good bye from all at brest le conquet radio stop  

silent key for ever stop 

adieu 31 01 1997 / 2348 gmt	b de ffu + + va. … »

## Le siège du Parc naturel marin d'Iroise
Les locaux de Le Conquet radio sont devenus ceux du siège du Parc naturel marin d'Iroise.

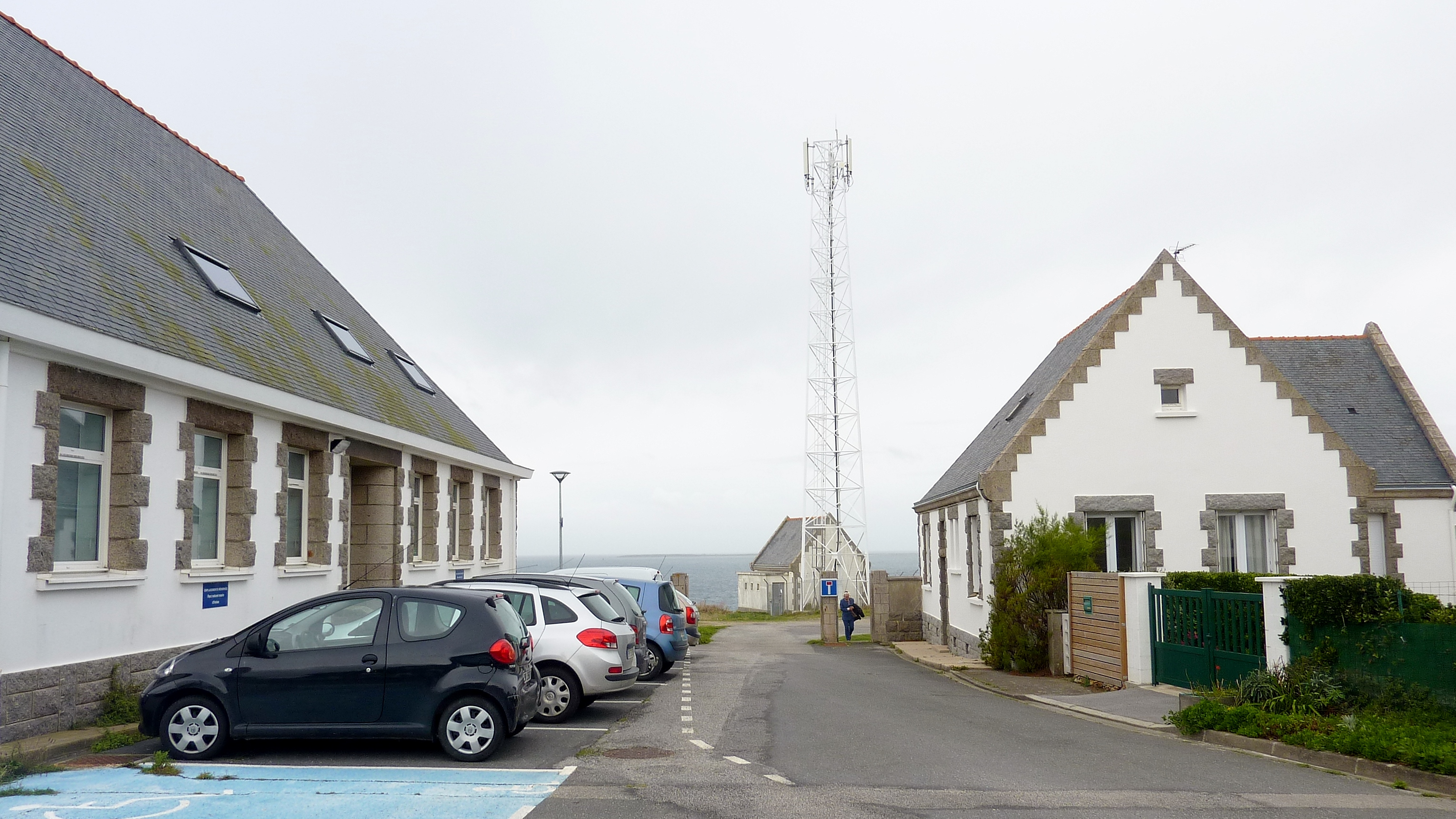
Les bâtiments et l'antenne de "Radio Le Conquet" à la Pointe des Renards (désormais siège du Parc naturel marin d'Iroise).